# Кубок націй ОФК 2002
Кубок націй ОФК 2002 — шостий розіграш Кубка націй ОФК. Він проходив з 5 по 14 липня 2002 року в Новій Зеландії. Перемогу втретє в своїй історії здобула збірна Нової Зеландії, яка в фіналі обіграла Австралію 1:0.

## Відбірковий турнір
6 найслабших (за рейтингом ФІФА) збірних визначили в відбірковому турнірі володарів двій путівки у фінальну стадію, приєднавшись до інших шести команд з найвищим рейтингом. Ці вісім команд були розділені на дві групи по чотири збірних.
| Поз | Команда               | І | В | Н | П | ГЗ | ГП | РГ  | О  | Кваліфікація                  |
| --- | --------------------- | - | - | - | - | -- | -- | --- | -- | ----------------------------- |
| 1   | Папуа Нова Гвінея (H) | 4 | 4 | 0 | 0 | 20 | 2  | +18 | 12 | Вихід на Кубок націй ОФК 2002 |
| 2   | Нова Каледонія        | 4 | 3 | 0 | 1 | 25 | 4  | +21 | 9  | Вихід на Кубок націй ОФК 2002 |
| 3   | Самоа                 | 4 | 2 | 0 | 2 | 8  | 9  | −1  | 6  |                               |
| 4   | Тонга                 | 4 | 1 | 0 | 3 | 7  | 18 | −11 | 3  |                               |
| 5   | Американське Самоа    | 4 | 0 | 0 | 4 | 2  | 29 | −27 | 0  |                               |
| 6   | Острови Кука          | 0 | 0 | 0 | 0 | 0  | 0  | 0   | 0  | Відмовились                   |

## Стадіони
| Окленд                               | Олбані                          | «Норт-Гарбор» «Ерікссон Стедіум» |
| ------------------------------------ | ------------------------------- | -------------------------------- |
| «Ерікссон Стедіум» Місткість: 30.000 | «Норт-Гарбор» Місткість: 25.000 | «Норт-Гарбор» «Ерікссон Стедіум» |
|                                      |                                 | «Норт-Гарбор» «Ерікссон Стедіум» |
| Матчі групи A Плейоф                 | Матчі групи B                   | «Норт-Гарбор» «Ерікссон Стедіум» |

## Груповий етап

### Група A
| Поз | Команда        | І | В | Н | П | ГЗ | ГП | РГ  | О | Кваліфікація    |
| --- | -------------- | - | - | - | - | -- | -- | --- | - | --------------- |
| 1   | Австралія      | 3 | 3 | 0 | 0 | 21 | 0  | +21 | 9 | Вихід в плей-оф |
| 2   | Вануату        | 3 | 2 | 0 | 1 | 2  | 2  | 0   | 6 | Вихід в плей-оф |
| 3   | Фіджі          | 3 | 1 | 0 | 2 | 2  | 10 | −8  | 3 |                 |
| 4   | Нова Каледонія | 3 | 0 | 0 | 3 | 1  | 14 | −13 | 0 |                 |

| 6 липня 2002 |

| Фіджі                | 2–1      | Нова Каледонія |
| -------------------- | -------- | -------------- |
| Тома 23' Букауді 49' | Протокол | Сінедо 79'     |

| «Ерікссон Стедіум», Окленд Глядачів: 1,000 Арбітр: Дерек Рагг (Нова Зеландія) |

| 6 липня 2002 |

| Австралія                | 2–0      | Вануату |
| ------------------------ | -------- | ------- |
| Морі 69' Деспотовскі 85' | Протокол |         |

| «Ерікссон Стедіум», Окленд Глядачів: 1,000 Арбітр: Чарльз Арііотіма (Таїті) |

| 8 липня 2002 |

| Вануату    | 1–0      | Фіджі |
| ---------- | -------- | ----- |
| Маранго 6' | Протокол |       |

| «Ерікссон Стедіум», Окленд Глядачів: 800 Арбітр: Йоакім Сосонган (Папуа Нова Гвінея) |

| 8 липня 2002 |

| Австралія | 11–0     | Нова Каледонія |
| --- | -------- | -------------- |
| Деспотовскі 2', 56' (пен.), 76', 77' Хорват 15' Чіпперфілд 22', 35' Морі 34' Костанцо 83' Портер 86' Трімболі 90+' | Протокол |                |

| «Ерікссон Стедіум», Окленд Глядачів: 200 Арбітр: Дерек Рагг (Нова Зеландія) |

| 10 липня 2002 |

| Вануату  | 1–0      | Нова Каледонія |
| -------- | -------- | -------------- |
| Іваї 76' | Протокол |                |

| «Ерікссон Стедіум», Окленд Глядачів: 500 Арбітр: Чарльз Арііотіма (Таїті) |

| 10 липня 2002 |

| Австралія                                                               | 8–0      | Фіджі |
| ----------------------------------------------------------------------- | -------- | ----- |
| Миличич 4' Портер 7', 12', 45', 52' Юрич 36' Трімболі 46' Де Амічіс 89' | Протокол |       |

| «Ерікссон Стедіум», Окленд Глядачів: 1,000 Арбітр: Дерек Рагг (Нова Зеландія) |

### Група B
| Поз | Команда            | І | В | Н | П | ГЗ | ГП | РГ  | О | Кваліфікація    |
| --- | ------------------ | - | - | - | - | -- | -- | --- | - | --------------- |
| 1   | Нова Зеландія      | 3 | 3 | 0 | 0 | 19 | 2  | +17 | 9 | Вихід в плей-оф |
| 2   | Таїті              | 3 | 2 | 0 | 1 | 6  | 7  | −1  | 6 | Вихід в плей-оф |
| 3   | Соломонові Острови | 3 | 0 | 1 | 2 | 3  | 9  | −6  | 1 |                 |
| 4   | Папуа Нова Гвінея  | 3 | 0 | 1 | 2 | 2  | 12 | −10 | 1 |                 |

| 5 липня 2002 |

| Папуа Нова Гвінея | 0–0      | Соломонові Острови |
| ----------------- | -------- | ------------------ |
|                   | Протокол |                    |

| «Норт-Гарбор», Олбані Глядачів: 1,000 Арбітр: Метт'ю Брізі (Австралія) |

| 5 липня 2002 |

| Нова Зеландія                                    | 4–0      | Таїті |
| ------------------------------------------------ | -------- | ----- |
| Нельсен 30' Віцеліч 49' Урлович 80' Кемпбелл 88' | Протокол |       |

| «Норт-Гарбор», Олбані Глядачів: 1,000 Арбітр: Гаррі Еттісон (Вануату) |

| 7 липня 2002 |

| Таїті                                    | 3–2      | Соломонові Острови   |
| ---------------------------------------- | -------- | -------------------- |
| Буен 42' Тагава 57' Фатупуа-Лекайлл 90+' | Протокол | Даудау 8' Менапі 25' |

| «Норт-Гарбор», Олбані Глядачів: 1,000 Арбітр: Метт'ю Брізі (Австралія) |

| 7 липня 2002 |

| Нова Зеландія                                                                      | 9–1      | Папуа Нова Гвінея |
| ---------------------------------------------------------------------------------- | -------- | ----------------- |
| Кіллен 9', 10', 28', 51' Кемпбелл 27', 85' Нельсен 54' Бертон 87' де Грегоріо 90+' | Протокол | Айса 35' (пен.)   |

| «Норт-Гарбор», Олбані Глядачів: 1,000 Арбітр: Леоне Ракарой (Фіджі) |

| 9 липня 2002 |

| Таїті                      | 3–1      | Папуа Нова Гвінея |
| -------------------------- | -------- | ----------------- |
| Гарсія 29' Тагава 49', 64' | Протокол | Давані 43'        |

| «Норт-Гарбор», Олбані Глядачів: 800 Арбітр: Леоне Ракарой (Фіджі) |

| 9 липня 2002 |

| Нова Зеландія                                              | 6–1      | Соломонові Острови |
| ---------------------------------------------------------- | -------- | ------------------ |
| Віцеліч 28', 45' Урлович 42' Кемпбеллl 50', 75' Бертон 88' | Протокол | Фа'ародо 73'       |

| «Норт-Гарбор», Олбані Глядачів: 1,000 Арбітр: Гаррі Еттісон (Вануату) |

## Плей-оф
|  | Півфінали         | Півфінали         |   |                   | Фінал               | Фінал |  |
|  |                   |                   |   |                   |                     |       |  |
|  | 12 липня — Окленд |                   |   |                   |                     |       |  |
|  | Австралія         | 2                 |   |                   |                     |       |  |
|  | Таїті             | 1                 |   |                   |                     |       |  |
|  |                   |                   |   |                   |                     |       |  |
|  |                   |                   |   |                   | 14 липня — Окленд   |       |  |
|  |                   |                   |   |                   | Австралія           | 0     |  |
|  |                   | Нова Зеландія     | 1 |                   |                     |       |  |
|  |                   |                   |   |                   |                     |       |  |
|  |                   |                   |   |                   |                     |       |  |
|  |                   |                   |   |                   | Матч за третє місце |       |  |
|  | 12 липня — Окленд | 12 липня — Окленд |   | 14 липня — Окленд | 14 липня — Окленд   |       |  |
|  | Нова Зеландія     | 3                 |   | Таїті             | 1                   |       |  |
|  | Вануату           | 0                 |   |                   | Вануату             | 0     |  |

### Півфінали
| 12 липня 2002 |

| Австралія           | 2–1      | Таїті        |
| ------------------- | -------- | ------------ |
| Портер 88' Морі 96' | Протокол | Завероні 38' |

| «Ерікссон Стедіум», Окленд Глядачів: 400 Арбітр: Дерек Рагг (Нова Зеландія) |

| 12 липня 2002 |

| Нова Зеландія              | 3–0      | Вануату |
| -------------------------- | -------- | ------- |
| Бертон 13', 65' Кіллен 23' | Протокол |         |

| «Ерікссон Стедіум», Окленд Глядачів: 1,000 Арбітр: Метт'ю Брізі (Австралія) |

### Матч за 3-тє місце
| 14 липня 2002 |

| Таїті     | 1–0      | Вануату |
| --------- | -------- | ------- |
| Аураа 65' | Протокол |         |

| «Ерікссон Стедіум», Окленд Глядачів: 1,000 Арбітр: Леоне Ракарой (Фіджі) |

### Фінал
| 14 липня 2002 |

| Нова Зеландія | 1–0      | Австралія |
| ------------- | -------- | --------- |
| Нельсен 78'   | Протокол |           |

| «Ерікссон Стедіум», Окленд Глядачів: 4,000 Арбітр: Чарльз Арііотіма (Таїті) |

| Переможець                 |
| -------------------------- |
| Нова Зеландія Третій титул |

## Найкращі бомбардири
5 голів
- Боббі Деспотовскі
- Джоел Портер
- Кріс Кіллен
- Джефф Кемпбелл

4 голи
- Марк Бертон

3 голи
- Дейміан Морі
- Іван Віцеліч
- Раян Нельсен
- Фелікс Тагава

2 голи
- Пол Трімболі
- Скотт Чіпперфілд
- Пол Урлович

1 гол
- Стів Хорват
- Анджело Костанцо
- Анте Миличич
- Анте Юрич
- Фаусто Де Амічіс
- Mehmet Duraković
- Жуніор Букауді
- Вереса Тома
- Андре Сінедо
- Раф де Грегоріо
- Джо Айса
- Реджі Давані
- Коммінз Менапі
- Генрі Фа'ародо
- Паттерсон Даудау
- Самюель Гарсія
- Стів Фатупуа-Лекайлл
- Сільвейн Буен
- Тетахіо Аураа
- Тева Завероні
- Річард Іваї
- Віллі Аугуст Маранго